# Carlo Martinuzzi
Carlo Martinuzzi, furlanski arhitekt, * (?) ok. 1673, (?), †  1726, Koper.  
Po rodu je bil iz Furlanije, verjetno iz Čedada. Leta 1698 je že omenjen v Ljubljani, kjer je do smrti delal kot arhitekt in imel od leta 1710 naprej naziv kranjskega deželnega stavbnega mojstra. Na prelomu iz 17. v 18. stoletje je po naročilu stolnega dekana Janeza Antona Dolničarja naredil načrte stare ljubljanske stolnice in tudi načrt za njeno barokizacijo, ki pa ni bil izbran. Kasneje je z Dolničarjem sodeloval še pri gradnji ljubljanskega Semenišča (1708-1714), ki pa je zaradi lokacije, skrite za stolnico, ob vsej velikopoteznosti arhitektonsko skromno členjeno poslopje. V notranjosti arhitektur je rad načrtoval bogato zasnovana stopnišča, s katerimi se naročniki pogosto niso strinjali. To se je zgodilo tudi v primeru ljubljanskega Magistrata: za ljubljansko mestno oblast je leta 1717 naredil načrte in model za prezidavo oz. novogradnjo mestne hiše (1717), med gradnjo pa je moral zidar Gregor Maček starejši zavito stopnišče poenostaviti. Glavno ljubljansko delo Martinuzzija sta uršulinska cerkev (1718–1726) in samostan (od 1713), ki ju je dal zgraditi Jakob Schell pl. Schellenburg. 
Martinuzzi je na Kranjskem veliko zidal tudi za najpomembnejše lokalno plemstvo. Že v 90. letih je prezidal dvorec Auerspergov v Grobljah, za Orfeja grofa Strassolda je prezidal hišo na Novem trgu 6 v Ljubljani in dvorec v Zalogu pri Moravčah (1709-1714), za Janeza Gašperja grofa Cobenzla je zgradil dvorec Hošperk pri Planini (1717-1723) in dvorec Logatec ter palačo na Novem trgu 5 v Ljubljani, pripisuje pa se mu še cela vrsta profanih in nekaj sakralnih objektov. Delal je tudi za kraje izven Kranjske: v Kvarnerju je delal na Reki in v okolici, sezidal je tudi kapucinski samostan v Karlobagu (1708-1711), v Trstu pa je zgradil novi lazaret. Umrl je v Kopru, po nesreči na gradbišču samostanske cerkve sv. Klare.